# American cuisine
American cuisine (títol original: Cuisine américaine) és una pel·lícula francesa dirigida per Jean-Yves Pitoun, estrenada l'any 1998. Ha estat doblada al català.

## Argument
Després d'un incident amb un oficial, Loren Collins es despatxat de la Marina americana, on aprenia l'ofici de chef en no poder-se pagar una escola de cuina. Marxa llavors a Dijon on aconsegueix una promesa de contracte en el prestigiós restaurant del cap Louis Boyer, temperamental reputat.

## Repartiment
- Jason Lee: Loren Collins
- Eddy Mitchell: Louis Boyer
- Irène Jacob: Gabrielle Boyer
- Isabelle Petit-Jacques: Carole
- Sylvie Loeillet: Suzanne
- Thibault de Montalembert: Vincent
- Anthony Valentine: Wellington
- Michel Muller: Inspector dels impostos
- Isabelle Leprince: Agnès
- Laurent Gendron: Bruno
- Gérard Chaillou: Roger
- Lyes Salem: Karim
- Linda Powell: Miller
- Skipp Sudduth: Wicks
- David Gabison: Fredet
- Keith Hill: Germaine
- Alex Nelcha: Lucas

## Crítica
- "Interessant producció francesa (...) Eficaç i divertida comèdia sense pretensions, però que funciona amb una envejable perfecció"[3]
- "Interessant comèdia culinària. A més d'una història sentimental rodada amb summa perícia, el film mostra també el funcionament d'un dels grans restaurants de França. Bon profit"[4]